# Ewa Kasprzyk
Ewa Kasprzyk (Polonia, 7 de septiembre de 1957) es una atleta polaca retirada especializada en la prueba de 200 m, en la que ha conseguido ser campeona europea en pista cubierta en 1988.

## Carrera deportiva
En el Campeonato Europeo de Atletismo de 1986 ganó la medalla de bronce en los relevos 4x400 metros, con un tiempo de 3:24.65 segundos, llegando a meta tras Alemania del Este y Alemania del Oeste.
Dos años después, en el Campeonato Europeo de Atletismo en Pista Cubierta de 1988 ganó el oro en los 200 metros, con un tiempo de 22.69 segundos, por delante de la soviética Tatyana Papilina y la alemana Silke Knoll (bronce con 23.12 segundos).